# 7410-es mellékút (Magyarország)
A 7410-es számú mellékút egy közel 12 kilométer hosszú, négy számjegyű országos közút Zala vármegyében, a Felső-Válicka-patak észak-déli irányban húzódó völgyének nyugati oldalán. Zalaegerszeg központját köti össze a Keszthely és Lenti térségét összekapcsoló 75-ös főúttal.
Igen régi útvonal; a 20. század második felében sokáig a 74-es főút része volt. Korábbi jelentősége azután csökkent sokat, miután 1978-ban elkészült a 74-esnek az itteni, de lakott területeket jobba elkerülő szakasza ugyanezen völgy keleti oldalán, vele közel párhuzamos nyomvonalon.

## Nyomvonala
A 75-ös főútból ágazik ki, annak 34,800-as kilométerszelvénye közelében, Bak településen. Észak felé indul, Kossuth Lajos utca néven, és 1,2 kilométer után hagyja el a település házait. 1,6 kilométer után Sárhida területére lép, ahol melléhúzódik keletről a Rédics–Zalaegerszeg-vasútvonal; innentől egy ideig egymás mellett haladnak.
2,4 kilométer után éri el Sárhida legdélebbi házait, ugyanott kiágazik belőle nyugat felé a 74 101-es út: ez vezet a település belsőbb részeire, ahol mintegy 2 kilométer hosszan kanyarog. A 2,650-es kilométerszelvénye táján, a Kossuth utca nevet viselve elhalad Sárhida megállóhely térsége mellett, majd a 3,150-es kilométerszelvényénél kilép a község házai közül.
3,3 kilométer után átlép Bocfölde területére; 4,750-es kilométerszelvényénél éri el a község szélét, ahol az Ady Endre utca nevet veszi fel. 4,9 kilométer után kiágazik belőle nyugat felé a 74 102-es út, ez vezet a központba, 5,1 kilométernél pedig a 73 229-es út, ez szolgálja ki Bocfölde megállóhelyet, majd továbbvezet Csatár községbe és annak Szélföld településrészébe.
5,9 lép ki a község házai közül és a 6,200-as kilométerszelvényétől Zalaegerszeg területén halad. Zrínyi Miklós utca néven. 7,5 kilométere táján elhalad a Flextronics telephelye mellett és kiágazik belőle kelet felé a 73 231-es út, ami a vármegyeszékhelyhez tartozó Botfa faluba vezet, a folytatásban pedig Zalabesenyő, majd Alsójánkahegy városrészeket érintve húzódik.
Utolsó kilométerein elhalad Zalaegerszeg vasútállomás mellett és a 11,230-as kilométerszelvényénél beletorkollik a korábban is inkább csak helyi jelentőségű, mára meg szinte minden jelentőségét elvesztett 7408-as út. A 11,300-as kilométerszelvénye táján még a nyúlfarknyi 74 601-es út ágazik ki belőle
Teljes hossza, az országos közutak térképes nyilvántartását szolgáló kira.gov.hu adatbázisa szerint 11,582 kilométer.

## Települések az út mentén
- Bak
- Sárhida
- Bocfölde
- Zalaegerszeg

## Története
Az út már a magyar középkor korai szakaszában a vármegyei úthálózat fontos útja volt, része volt annak az útvonalnak, amely Nagykanizsát kötötte össze Vasvárral; Bak ezen az úton vámhely is volt, amely Pölöske várához tartozott.
1382-ből ismert Sárhida község nevének első okirati említése: a községnévben szereplő „híd” tag egyértelművé teszi, hogy itt út húzódott, aminek hídja is volt. A település címerében is szerepel egy háromnyílású, boltozott híd; az nem tisztázott, hogy ez mennyire idealizált ábrázolás, de ma már nincs hasonló híd a községben.
Az 1792. évi Tomasits-féle térképen „popina" (korcsma) jel mutatta a főbb vármegyei útvonalak mellett működött kocsmákat és csárdákat. A vármegye főbb útjai mellett a térkép összesen 24 kocsmát jelöl, ezek közül az aránylag rövid Zalaegerszeg–Bak szakaszon 3 kocsma is volt, így az útvonal hosszát tekintve valószínűleg itt sorakoztak a legsűrűbben ilyen létesítmények.
A Zala Vármegyei Levéltár számvevőségi iratai között több ügyirat szól baki hidak javításáról vagy építéséről. Egy 1830-as ügyirat a baki postaúton épített kőhídról szól – ez feltehetőleg a mai 75-ös főút hídja lehetett – két másik viszont, 1828-ból „erdei hidakra” és „baki erdőben felállítandó hídról” szól, ezek vonatkozhattak ennek az útnak hídjaira is. Újabb keletű levéltári iratok közül 1922-ből és 1924-ből szól egy-egy ügyirat a Zalaegerszeg–Bak–Becsehely közti út hídjaival kapcsolatos ügyintézésről.
Úgy tűnik, hogy jelenlegi formájában 1952-ben épült ki, akkor a 74-es főút része volt. Ez az állapot 1978 novemberéig állt fenn, akkor adták át a Felső-Válicka völgyének keleti oldalán a főút településeket elkerülő, új szakaszát.